# Bahnstrecke Peulingen–Bismark
| Kursbuchstrecke: | 183r (1934) 210r     |                                       |                                       |
| Streckenlänge: | 21,7 km              |                                       |                                       |
| Spurweite: | 1435 mm (Normalspur) |                                       |                                       |
| |                      |                                       |                                       |
| \| \| \| von Stendal \| \| \| \| 0,0 \| Peulingen \| Peulingen \| \| \| \| nach Arendsee \| \| \| \| 1,9 \| Belkau \| Belkau \| \| \| 4,4 \| Schinne \| Schinne \| \| \| 6,2 \| Darnewitz \| Darnewitz \| \| \| 9,2 \| Grassau \| Grassau \| \| \| 14,1 \| Schorstedt \| Schorstedt \| \| \| 17,4 \| Dobberkau \| Dobberkau \| \| \| \| \| \| \| \| \| von Uelzen \| \| \| \| \| \| \| \| \| \| \| \| \| \| \| von Beetzendorf \| \| \| \| \| \| \| \| \| 21,7 \| Hohenwulsch (früher Bismark Anschluß) \| Hohenwulsch (früher Bismark Anschluß) \| \| \| \| nach Stendal \| \| |                      |                                       |                                       |
| Strecke (außer Betrieb) |                      | von Stendal                           | von Stendal                           |
| Bahnhof (Strecke außer Betrieb) | 0,0                  | Peulingen                             | Peulingen                             |
| Abzweig geradeaus und nach rechts (Strecke außer Betrieb) |                      | nach Arendsee                         | nach Arendsee                         |
| Bahnhof (Strecke außer Betrieb) | 1,9                  | Belkau                                | Belkau                                |
| Bahnhof (Strecke außer Betrieb) | 4,4                  | Schinne                               | Schinne                               |
| Bahnhof (Strecke außer Betrieb) | 6,2                  | Darnewitz                             | Darnewitz                             |
| Bahnhof (Strecke außer Betrieb) | 9,2                  | Grassau                               | Grassau                               |
| Bahnhof (Strecke außer Betrieb) | 14,1                 | Schorstedt                            | Schorstedt                            |
| Bahnhof (Strecke außer Betrieb) | 17,4                 | Dobberkau                             | Dobberkau                             |
| Verschwenkung von rechts (Strecke außer Betrieb) |                      |                                       |                                       |
| Strecke von halbrechts · Strecke (außer Betrieb) |                      | von Uelzen                            | von Uelzen                            |
| Strecke nach halblinks · Strecke nach halbrechts (außer Betrieb) |                      |                                       |                                       |
| Strecke von halblinks (außer Betrieb) · Strecke von halbrechts |                      |                                       |                                       |
| Abzweig geradeaus und von rechts (Strecke außer Betrieb) · Strecke |                      | von Beetzendorf                       | von Beetzendorf                       |
| Verschwenkung nach links (Strecke außer Betrieb) · Verschwenkung nach rechts |                      |                                       |                                       |
| Bahnhof | 21,7                 | Hohenwulsch (früher Bismark Anschluß) | Hohenwulsch (früher Bismark Anschluß) |
| Strecke |                      | nach Stendal                          | nach Stendal                          |

Die Bahnstrecke Peulingen–Bismark war eine eingleisige, in Normalspur ausgeführte Kleinbahn im Landkreis Stendal. Die von der Stendaler Kleinbahn-AG betriebene Strecke zweigte in Peulingen von der Bahnstrecke Stendal–Arendsee ab und führte in nordwestlicher Richtung bis Dobberkau, schwenkte daraufhin nach Süden, überquerte etwa 500 Meter westlich von Hohenwulsch die Amerikalinie und mündete an einen eigenen Bahnsteig im Bahnhof Bismark Anschluß – dem heutigen Bahnhof Hohenwulsch.  

## Geschichte
Beim Bau der Bahnstrecke Stendal–Arendsee ignorierte man die Wünsche der Gemeinden Belkau und Schinne nach einem Bahnanschluss, stattdessen baute man die Strecke östlich der beiden Orte über Groß Schwechten, da diese Gemeinde besonders viele Aktien der Bahngesellschaft erworben hatte. Trotzdem bemühte man sich in Belkau und Schinne weiterhin um eine Bahnstrecke. So wurde ab 1910 mit der 
Kleinbahn AG Stendal–Arendsee über eine Bahnstrecke von Peulingen nach Bismark Anschluß verhandelt. Neben der Erschließung der Gemeinden wurde insbesondere eine Verbindung der Kleinbahnnetze in der östlichen und westlichen Altmark als vorteilhaft gesehen, sodass die diversen Gesellschaften bei Überführungen zur Betriebswerkstatt Sachsenwerk in Stendal Ost keine Staatsbahngleise mehr benutzen müssten. 1915 wurde schließlich der Bahnbau genehmigt und an die Kleinbahn AG Stendal–Arendsee übertragen.
Aufgrund des Ersten Weltkriegs beschränkten sich die Bauarbeiten vorerst auf den Abschnitt Peulingen–Darnewitz, schon am 25. Oktober 1916 wurde der Abschnitt Peulingen–Schinne für den Güterverkehr eröffnet. Am 30. Januar 1917 wurde dann das Teilstück Schinne–Darnewitz abgenommen. Der Weiterbau bis Bismark wurde infolge immer größer werdenden Arbeitskräfte- und Materialmangels durch den Ersten Weltkrieg nicht mehr begonnen. Erst nach Kriegsende wurden die Arbeiten als Notstandsarbeit fortgeführt. Die feierliche Eröffnung der Gesamtstrecke fand am 18. Oktober 1921 statt.
Die allgemeine Betriebsführung oblag von Anfang an der Kleinbahnabteilung des Provinzialverbandes Sachsen in Merseburg.
Auf dem Laufweg Stendal Ost–Peulingen–Bismark fuhren 1926 täglich vier und 1944 täglich drei Zugpaare. Für die 21 Kilometer lange Strecke zwischen Peulingen und Bismark wurden etwa 40–50 Minuten und bis Stendal gut eine Stunde benötigt. Die mit Dampflokomotiven bespannten Züge bestanden sowohl aus Personen- als auch aus Güterwagen.
Auf Grund der nur wenige Kilometer weiter südlich verlaufenden Staatsbahnstrecke Stendal–Uelzen hatte die Kleinbahn von Anfang an nur eine untergeordnete Bedeutung. Daher wurde die Strecke nach der letzten Zugfahrt am 3. Oktober 1951 offiziell stillgelegt und vom 4. Oktober bis 15. November 1951 abgebaut.